# Agailjhara
Agailjhara är ett underdistrikt i Bangladesh.   Det ligger i provinsen Barisal, i den centrala delen av landet, 90 kilometer söder om huvudstaden Dhaka. Antalet invånare är 147 343. Arean är 162 kvadratkilometer.
Terrängen i Agailjhara är mycket platt.
Agailjhara delas in i:
- গৈলা ইউনিয়ন, আগৈলঝারা
- বাকল ইউনিয়ন, আগৈলঝারা
- রাজিহার ইউনিয়ন, আগৈলঝারা
- Bagdha
- Ratnapur

Trakten runt Agailjhara består till största delen av jordbruksmark. Runt Agailjhara är det mycket tätbefolkat, med 1 056 invånare per kvadratkilometer.